# Vladimír Forst
Vladimír Forst (13. července 1921 Praha – 28. července 2010 Vlašim) byl český literární historik, kritik, lexikograf a vedoucí redaktor Lexikonu české literatury.

## Život
Vyučil se jako soustružník kovů ve firmě Sellier a Bellot (1936–1938) a poté pracoval jako dělník. V roce 1949 absolvoval Státní kurz pro přípravu pracujících na vysoké školy v Mariánských Lázních a následně v letech 1949–1953 vystudoval češtinu, filozofii a obecný jazykozpyt na Filozofické fakultě Univerzity Karlovy v Praze. V průběhu studia strávil dva semestry na univerzitě v Budapešti. Od roku 1956 působil jako odborný asistent na katedře české literatury FF UK. V roce 1957 obhájil práci Antonín Zápotocký spisovatel a získal titul CSc. V roce 1966 mu byl přiznán titul PhDr. za jeho diplomovou práci Česká literatura v Maďarsku. V letech 1962–1991 působil v Ústavu pro českou literaturu ČSAV. Významnou měrou se podílel na vzniku Lexikonu české literatury, jehož byl v letech 1971–1990 vedoucím redaktorem. Za tuto práci byl spolu se svými nástupci ve funkci vedoucího redaktora Jiřím Opelíkem a Lubošem Merhautem oceněn v roce 2009 cenou Magnesia Litera za přínos české literatuře. Byl autorem mnoha učebnic pro základní i střední školy. Zemřel 28. července 2010 ve Vlašimi.